# Dading Kalbuadi

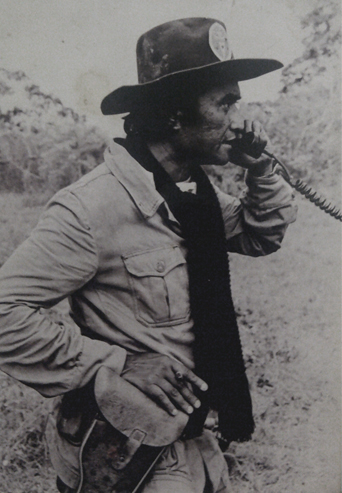
Dading Kalbuadi während der Invasion in Osttimor

Dading Kalbuadi (Lieutenant General (Ret.) Dading Kalbuadi) (* 14. April 1931 in Adipala, Zentraljava, Niederländisch-Indien; † 10. Oktober 1999 in Jakarta, Indonesien) war ein Offizier der indonesischen Infanterie und Kopassus, einer Spezialeinheit des Heeres.

## Leben

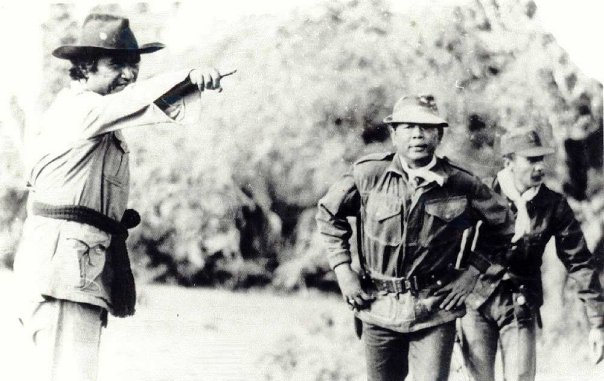
In Osttimor

Dading Kalbuadi trat als Jugendlicher der Indonesia Merdeka atau Mati IMAM (Freiheit oder Tod) bei, die hauptsächlich in Banyumas in Zentraljava gegen die niederländischen Kolonialherren operierte.
In den frühen 1950ern wurde Kalbuadi Student der P3AD (Pusat Pendidikan Perwira Angkatan Darat), wo er ein enger Freund des späteren Generals Benny Moerdani wurde, der seine Karriere förderte. Beide wurden Offiziere im Hauptquartier der Streitkräfte (Mabes TNI).
Kalbuadi absolvierte mehrere Kampfeinsätze. Zwischen 1975 und 1976 war er als Oberst an der Invasion Osttimors beteiligt. Zunächst 1975 bei der Unterwanderung der damals noch portugiesischen Kolonie mit der Operation Flamboyan, dann folgte ab dem 7. Dezember 1975 mit der Operation Lotus (Operasi Seroja) die Hauptinvasion in das Land, das sich neun Tage zuvor für unabhängig erklärt hatte. Bereits am Tag darauf empfing Kalbuadi Generalmajor Moerdani in der Landeshauptstadt Dili.
Bis März 1976 war Kalbuadi Assistent des Geheimdiensts Kogasgab und schließlich von März 1976 an bis August 1978 Commander des Kodahamkam (Komando Daerah Pertahanan Keamanan, Regional Defence and Security Command) Osttimor.
Vom 14. Oktober 1978 bis zum 18. Mai 1983 war Kalbuadi Kommandeur des regionalen Militärkommandos Kodam IX/Udayana, von Februar 1983 bis zum 18. April 1986 Assistent im Hauptquartier für Logistik der Streitkräfte (Aslog Kasum), von April 1986 bis Januar 1987 Chef der bewaffneten Truppen im Generalstab. Zuletzt wurde Kalbuadi unter Verteidigungsminister Moerdani Generalinspekteur des Amtes für Verteidigung im Rang eines Generalleutnants.
Francisco Xavier do Amaral, der erste Präsident Osttimors, wurde im August 1978 von den Indonesiern gefangen genommen. Er kam unter Hausarrest und arbeitete im Heim Kalbuadi, zuerst in Bali, ab 1983 in Jakarta. Hier kümmerte er sich um die Orchideen und Pferde des späteren Generals. 1995 erlaubten die Kinder Kalbuadis, dass Amaral das Haus verlassen durfte. Er wurde in einer kleinen Hütte in Jakarta untergebracht und kehrte 2000 nach dem Abzug der Indonesier nach Osttimor zurück. Kalbuadi wird auch für den Angriff auf Balibo als verantwortlicher Offizier angesehen, bei dem fünf westliche Reporter, die sogenannten Balibo Five ermordet wurden. Kalbuadi befand sich zu diesem Zeitpunkt im benachbarten Batugade und gab Befehl, jeden, der sich in Balibo befand, zu töten.
Kalbuadi wurde im Militärheldenfriedhof Kalibata (Taman Makam Pahlawan Kalibata) in Jakarta beerdigt.

## Auszeichnungen

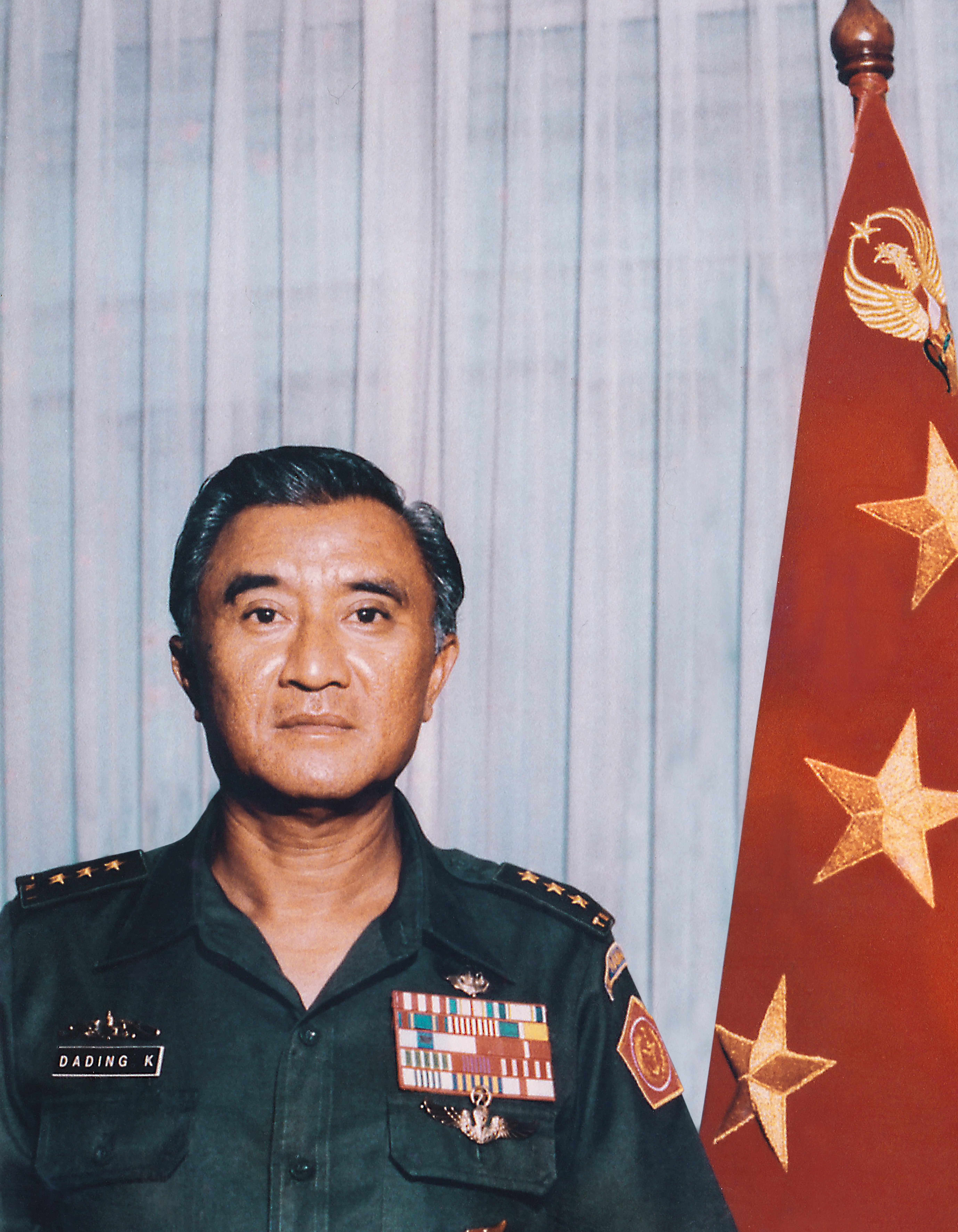
Dading Kalbuadi

Kalbuadi erhielt mehrere Auszeichnungen, darunter auch welche aus Frankreich, Vietnam, Singapur, Malaysia und den Vereinigten Staaten.

## Sonstiges
Dading Kalbuadi adoptierte den Osttimoresen Francisco Kalbuadi Lay.

## Belege
- TNI Watch!: Let. Jendral Dading Kalbuadi, abgerufen am 12. Oktober 1999
- INDONESIA-L KMP: Dading Kalbuadi, abgerufen am 10. Oktober 1999